# Giacinto Gaggia

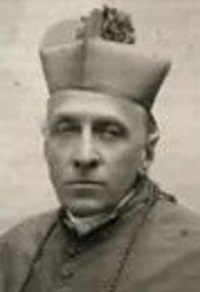
Giacinto Gaggia

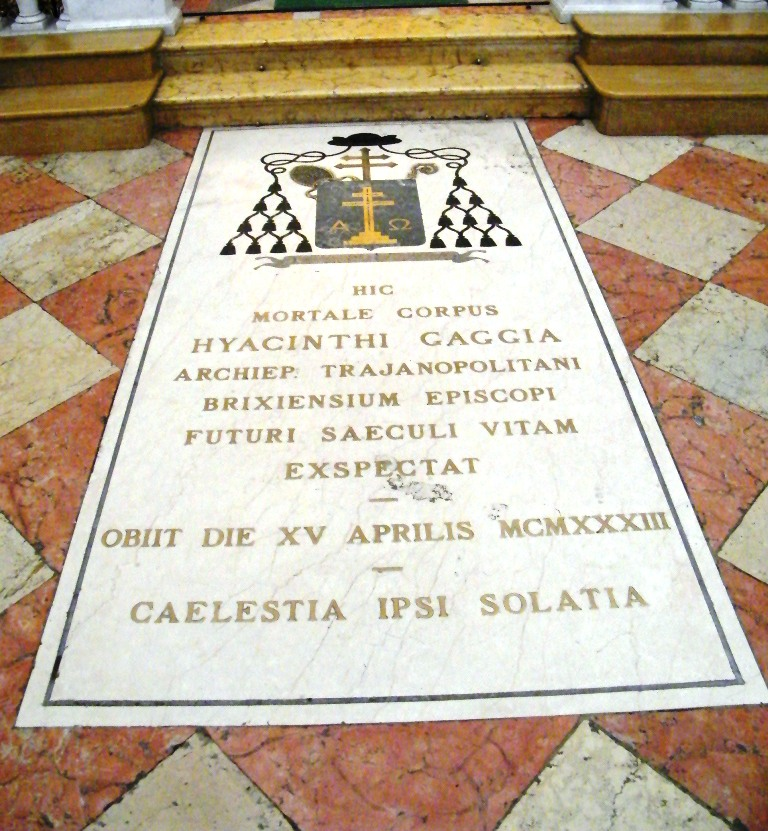
Graftombe in de Duomo Nuovo van Brescia

Giacinto Gaggia (Verolanuova, 8 oktober 1847 – Brescia, 15 april 1933) was bisschop van Brescia (1909-1933) en titulair aartsbisschop van Traianopolis in Rodope (1930-1933).

## Levensloop
Gaggia studeerde voor priester in Brescia en in Rome, aan de Gregoriana universiteit. Hij maakte in 1870 de val van Rome mee. Van 1872 tot 1875 was hij pastoor in Capriolo, een dorp in de provincie Brescia. 
Hij interesseerde zich meer in les geven. Van 1874 tot 1909 was hij leraar aan het priesterseminarie van Brescia; hij doceerde geschiedenis, Latijnse grammatica en kerkelijk recht. In deze jaren had hij Gianbattista Montini als student, de latere paus Paulus VI. In deze periode nam hij deel aan een comité binnen het bisdom Brescia, genoemd Waakzaamheid tegen dwalingen van modernisme (1907). 
Van 1909 tot 1913 was hij hulpbisschop van Brescia en in 1913 werd hij bisschop van Brescia. Zijn pontificaat was gericht op het oprichten van katholieke verenigingen zoals de Vereniging van Sociale studiën van Brescia, de Katholieke Jeugd van Brescia en liefdadigheidswerken. Deze verenigingen hielden op te bestaan (1925) ten gevolge van de opkomst van het fascisme in Italië. In de plaats kwamen fascistische verenigingen. In 1930 werd hij vereerd met de eretitel van aartsbisschop van Traianopolis (vandaag: Alexandroupolis) in het Rodopegebergte. Hij stierf in 1933 en werd begraven in de Duomo Nuovo van Brescia.
- Istituto Centrale per il Catalogo Unico: CFIV171933
- Virtual International Authority File: 90187172